# AEGON Pro Series Sunderland 2012
Il AEGON Pro Series Sunderland 2012 è stato un torneo di tennis facente parte della categoria ITF Women's Circuit nell'ambito dell'ITF Women's Circuit 2012. Il torneo si è giocato a Sunderland in Gran Bretagna dal 30 gennaio al 5 febbraio 2012 su campi in cemento e aveva un montepremi di $25,000.

## Vincitori

### Singolare
Sarah Gronert ha battuto in finale  Annika Beck per 3-6, 6-2, 6-3

### Doppio
Justyna Jegiołka /  Diāna Marcinkēviča hanno battuto in finale  Martina Caciotti /  Anastasia Grymalska per 6-4, 2-6, [10-6]